# Taterillus harringtoni
Il taterillo di Harrington (Taterillus harringtoni  Thomas, 1906) è un roditore della famiglia dei Muridi diffuso nell'Africa centrale e orientale.

## Descrizione
Roditore di piccole dimensioni, con la lunghezza della testa e del corpo tra 116 e 130 mm, la lunghezza della coda tra 151 e 175 mm, la lunghezza del piede tra 29 e 32 mm, la lunghezza delle orecchie di 21 mm e un peso fino a 80 g.

Le parti superiori sono color creta, cosparse di peli con la punta nerastra. I fianchi sono più chiari. Le parti ventrali, la parte inferiore del muso e le zampe sono bianche. Sono presenti due macchie biancastre sopra e dietro ogni occhio. La coda è più lunga della testa e del corpo, è ricoperta di piccoli peli bianco-giallastri e termina con un ciuffo di lunghi peli bruno-nerastri. Il cariotipo è 2n=44 FNa=62-64.

## Biologia

### Comportamento
È una specie terricola.

## Distribuzione e habitat
Questa specie è diffusa nell'Africa centrale e orientale, dalla Repubblica Centrafricana orientale alla Somalia meridionale e Tanzania settentrionale.
Vive nelle savane secche, praterie e aree aride. Si trova anche in zone coltivate.

## Tassonomia
Sono state riconosciute 6 sottospecie:
- T.h.harringtoni: Repubblica Centrafricana orientale, Sudan del Sud, Etiopia occidentale;
- T.h.lowei (Dollman, 1914): Uganda;
- T.h.nubilus (Dollman, 1911): Kenya, Tanzania settentrionale;
- T.h.perluteus (Thomas & Hinton, 1923): Sudan sud-occidentale;
- T.h.rufus (Wettstein, 1916): Sudan sud-orientale;
- T.h.zammarani (de Beaux, 1922): Somalia meridionale, Etiopia sud-orientale.

## Conservazione
La IUCN considera questa specie sinonimo di Taterillus emini.